# Lijst van voetbalinterlands Duitse Democratische Republiek - Roemenië
Deze lijst van voetbalinterlands is een overzicht van alle officiële voetbalwedstrijden tussen de nationale teams van de Duitse Democratische Republiek en Roemenië. De landen speelden in totaal zestien keer tegen elkaar. De eerste ontmoeting, een vriendschappelijke wedstrijd, werd gespeeld in Boekarest op 26 oktober 1952. Het laatste duel, eveneens een vriendschappelijke wedstrijd, vond plaats op 30 maart 1988 in Halle.

## Wedstrijden
| №  | Plaats          | Datum             | Competitie           | Wedstrijd                                 | Uitslag |
| -- | --------------- | ----------------- | -------------------- | ----------------------------------------- | ------- |
| 1  | Boekarest       | 26 oktober 1952   | Vriendschappelijk    | Roemenië – Duitse Democratische Republiek | 3 – 1   |
| 2  | Oost-Berlijn    | 8 mei 1954        | Vriendschappelijk    | Duitse Democratische Republiek – Roemenië | 0 – 1   |
| 3  | Boekarest       | 18 september 1955 | Vriendschappelijk    | Roemenië – Duitse Democratische Republiek | 2 – 3   |
| 4  | Leipzig         | 14 september 1958 | Vriendschappelijk    | Duitse Democratische Republiek – Roemenië | 3 – 2   |
| 5  | Dresden         | 14 oktober 1962   | Vriendschappelijk    | Duitse Democratische Republiek – Roemenië | 3 – 2   |
| 6  | Boekarest       | 12 mei 1963       | Vriendschappelijk    | Roemenië – Duitse Democratische Republiek | 3 – 2   |
| 7  | Gera            | 21 september 1966 | Vriendschappelijk    | Duitse Democratische Republiek – Roemenië | 2 – 0   |
| 8  | Boekarest       | 27 mei 1973       | WK 1974 kwalificatie | Roemenië – Duitse Democratische Republiek | 1 – 0   |
| 9  | Leipzig         | 26 september 1973 | WK 1974 kwalificatie | Duitse Democratische Republiek – Roemenië | 2 – 0   |
| 10 | Boekarest       | 27 april 1977     | Vriendschappelijk    | Roemenië – Duitse Democratische Republiek | 1 – 1   |
| 11 | Oost-Berlijn    | 1 juni 1979       | Vriendschappelijk    | Duitse Democratische Republiek – Roemenië | 1 – 0   |
| 12 | Boekarest       | 2 april 1980      | Vriendschappelijk    | Roemenië – Duitse Democratische Republiek | 2 – 2   |
| 13 | Karl-Marx-Stadt | 17 november 1982  | Vriendschappelijk    | Duitse Democratische Republiek – Roemenië | 4 – 1   |
| 14 | Boekarest       | 29 augustus 1983  | Vriendschappelijk    | Roemenië – Duitse Democratische Republiek | 1 – 0   |
| 15 | Gera            | 29 augustus 1984  | Vriendschappelijk    | Duitse Democratische Republiek – Roemenië | 2 – 1   |
| 16 | Halle           | 30 maart 1988     | Vriendschappelijk    | Duitse Democratische Republiek – Roemenië | 3 – 3   |

## Samenvatting
| Competitie        | Totaal gespeeld | Winst DDR | Gelijk | Winst Roemenië | Doelsaldo DDR – Roemenië |
| ----------------- | --------------- | --------- | ------ | -------------- | ------------------------ |
| WK-kwalificatie   | 2               | 1         | 0      | 1              | 2 − 1                    |
| Vriendschappelijk | 14              | 7         | 3      | 4              | 27 − 22                  |
| Totaal            | 16              | 8         | 3      | 5              | 29 − 23                  |

Wedstrijden bepaald door strafschoppen worden, in lijn met de FIFA, als een gelijkspel gerekend.

## Details

### Eerste ontmoeting
| Vriendschappelijk (Boekarest, Roemenië, 26 oktober 1952): |            |                                |
| Roemenië                                                  | 3 – 1      | Duitse Democratische Republiek |
| Gheorghe Vaczi 23' Gheorghe Vaczi 32' Gheorghe Vaczi 43'  | goals      | 26' Karl Schnieke              |
| Gheorghe Popescu                                          | bondscoach | Willi Oelgardt                 |

### Tweede ontmoeting
| Vriendschappelijk (Oost-Berlijn, Duitse Democratische Republiek, 8 mei 1954): |            |                |
| Duitse Democratische Republiek                                                | 0 – 1      | Roemenië       |
|                                                                               | goals      | 37' Titus Ozon |
| Hans Siegert                                                                  | bondscoach | Ştefan Dobay   |

### Derde ontmoeting
| Vriendschappelijk (Boekarest, Roemenië, 18 september 1955): |       |                                                     |
| Roemenië                                                    | 2 – 3 | Duitse Democratische Republiek                      |
| Nicolae Georgescu 7' Ioan Suru 28'                          | goals | 14' Günther Wirth 80' Willy Tröger 90' Willy Tröger |

### Vierde ontmoeting
| Vriendschappelijk (Leipzig, Duitse Democratische Republiek, 14 september 1958): |       |                                           |
| Duitse Democratische Republiek                                                  | 3 – 2 | Roemenië                                  |
| Günter Schröter 25' Horst Assmy 58' Günther Wirth 75'                           | goals | 27' Gheorghe Constantin 61' Alexandru Ene |